# ستار تريك: الجيل التالي
ستار تريك: الجيل التالي (بالإنجليزية: Star Trek: The Next Generation)‏ هو مسلسل مغامرة تم إنتاجه في الولايات المتحدة. بدأ عرضه في سنة 1987. بلغ عدد مواسم المسلسل 7 مواسم، بلغ عدد حلقاته 178 حلقة، وتبلغ مدة الحلقة الواحدة 44 دقيقة. المسلسل من تأليف جين رودينبيري، تم بث المسلسل لأول مرة بتاريخ 28 سبتمبر 1987 بينما تم بث آخر حلقة منه بتاريخ 23 مايو 1994. من بطولة باتريك ستيوارت، مارينا سيرتس وويل ويتون.

## الجوائز
- جائزة إيمي
- جائزة بيبودي

## روابط خارجية
- ستار تريك: الجيل التالي على موقع IMDb (الإنجليزية)
- ستار تريك: الجيل التالي على موقع ميتاكريتيك (الإنجليزية)
- ستار تريك: الجيل التالي على موقع الموسوعة البريطانية (الإنجليزية)
- ستار تريك: الجيل التالي على موقع روتن توميتوز (الإنجليزية)
- ستار تريك: الجيل التالي على موقع نتفليكس (الإنجليزية)
- ستار تريك: الجيل التالي على موقع أول موفي (الإنجليزية)
- ستار تريك: الجيل التالي على موقع فيلمافينيتي (الإسبانية)
- ستار تريك: الجيل التالي على موقع كينوبويسك (الروسية)
- ستار تريك: الجيل التالي على موقع ألو سيني (الفرنسية)
- ستار تريك: الجيل التالي على موقع ميوزك برينز (الإنجليزية)